# Sendlinger Tor
Il Sendlinger Tor (Porta di Sendling) è, insieme all'Isartor ed al Karlstor, una delle antiche porte medievali di accesso di Monaco di Baviera.
Vicino alla Sendlinger Tor si trova una piazza, accanto alla quale è presente la chiesa di San Matteo, all'incrocio delle vie Sonnenstraße, Lindwurmstrasse e Nussbaumstraße.

## Storia

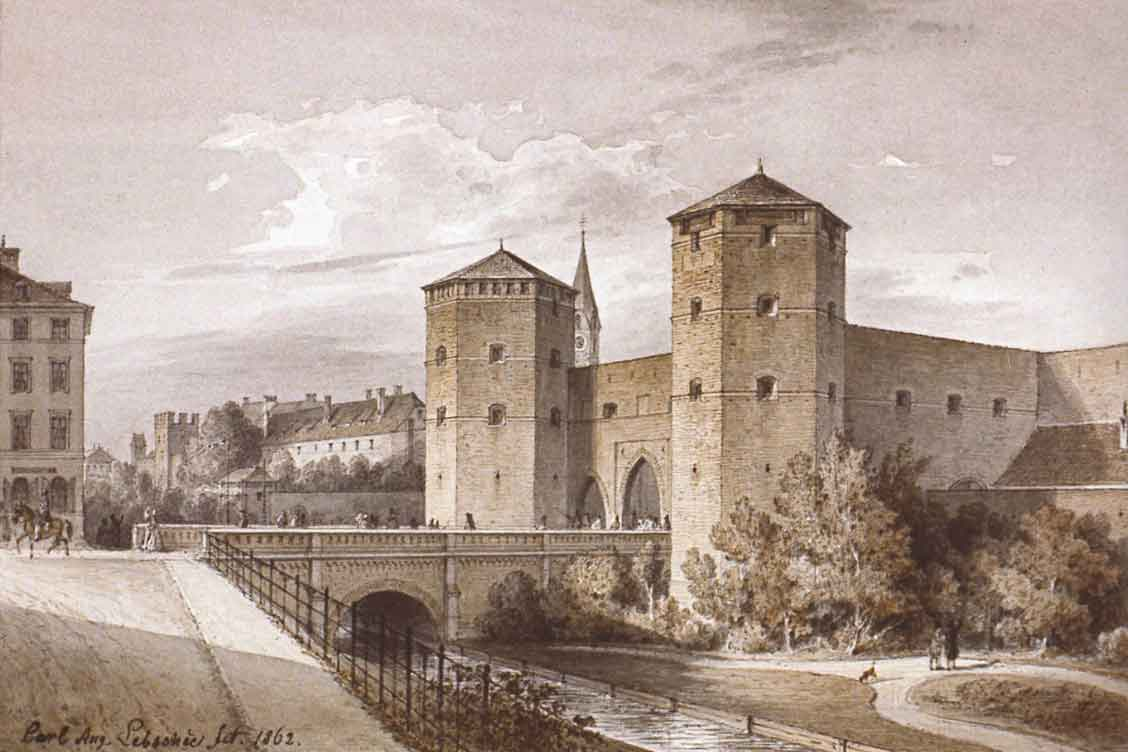
La porta nel 1862.

Della porta si fa menzione per la prima volta in un documento datato 1318. Insieme alle altre porte faceva parte delle fortificazioni della città, erette tra il 1285 ed il 1347, e doveva il suo nome alla località di Sendling, oggi facente parte del nucleo urbano di Monaco. Al centro della porta vi era un'imponente struttura, demolita nel 1808. La torre ottagonale, risalente al XVI secolo, veniva usata come prigione. Nel 1906, a causa dell'aumento del traffico, si ricavò un unico passaggio dalle tre arcate centrali, mentre sotto le torri laterali vennero creati due passaggi pedonali.
Nel 2001 vi è stato eretto in prossimità un memoriale delle vittime dell'AIDS.